# ابر ذهن
ابر ذهن (به انگلیسی: Megamind) که در ایران با نام های کله کدو و نابغه هم شناخته می‌شود، یک فیلم پویانمایی رایانه‌ای سه‌بعدی درژانر کمدی و ابرقهرمانی آمریکایی به کارگردانی تام مک‌گرث است که در سال ۲۰۱۰ اکران شد. این فیلم توسط استودیو دریم‌ورکس انیمیشن ساخته و توسط پارامونت پیکچرز توزیع شد. ابر ذهن در تاریخ ۵ نوامبر ۲۰۱۰ در ایالات متحده به صورت سه بعدی دیجیتال، آی مکس و دو بعدی توزیع شد.

## داستان
داستان این فیلم در مورد دو قهرمان است که نیروهای خارق‌العاده‌ای دارند و از فضا به زمین آمده‌اند. ابرذهن (ویل فرل) دارای ذهن قوی می‌باشد و فرد بسیار باهوشی است که زمانی که به زمین فرستاده شد سر از زندان شهر متروسیتی درآورد و به یک خلاف‌کار تبدیل شد. قهرمان دیگر مترومن (برد پیت) است که دارای قدرت زیادی است و فرد محبوبی در شهر متروسیتی محسوب می‌شود. او مردم شهر را از دست خلافکاران نجات می‌دهد.و یک روز نبردی بین مترومن و ابرذهن رخ می دهد و پایان نبرد با پیروزی ابرذهن خاتمه می یابد و ابرذهن فکر می کند که مترومن مرده است بنابراین همراه دوست ماهیش مینیون (دیوید کراس)به خلافکاری می روند و شهر متروسیتی را تسخیر میکنند و ابرذهن بعد از مدتی دیگر بیکار می شود و فکر می کند که دیگر هیچی بدست نیاورده است به همین دلیل او یک قدرتی میسازد تا یک ابرقهرمان را به دنیا بیاورد همان قدرت به هال برخورد می کند و همین باعث می شود مشکلاتی به وجود بیاورد و همین دلیل هال با قدرت هایی ک دارد برای نجات مردم استفاده نمی‌کند و به عنوان خلاف کاری از آن استفاده می کند و ابرذهن در آخر متوجه می شود که مترومن زنده است و...

## صداپیشگان
- ویل فرل در نقش ابر ذهن
- برد پیت در نقش مترومن
- تینا فی در نقش روکسان ریچی
- جونا هیل در نقش هال / تایتن
- دیوید کراس در نقش مینیون
- جی. کی. سیمونز در نقش واردن
- بن استیلر در نقش برنارد
- جاستین ثرو در نقش پدر ابر ذهن

دوبله فارسی
- کله‌ کدو

دوبله شده در استودیو کوالیما
مدیر دوبلاژ : حامد عزیزی
مترجم : سروش ارژنگی
صدابرداری : مهدی امینی  ‌-  ‌فرهود گودرزی
باندسازی : ریحانه برزگر
میکس : آنیتا شریفی
صداپیشگان:
مجید حبیبی (کله‌کدو)
حامد عزیزی (مترومن)
آنیتا قالیچی (رُکسان)
احسان مهدی (هَل/تایتان)
مهدی ثانی‌خانی (مینیون)
امیر امیری (برنارد)
ارسلان جولایی (پدرخوانده هَل - رئیس زندان)
مهدی امینی (پدر کله کدو)
علی اصغر قره خانی   ‌-   ‌‌تینا هاشمی‌
- نابغه

دوبله شده در استودیو انجمن گویندگان جوان(گلوری انترتینمنت)
مدیر دوبلاژ : امین قاضی
ناظرکیفی دوبلاژ : مهرداد رئیسی
صداپیشگان:
محمدرضا صولتی (نابغه - مینیون)
مینا مومنی (رُکسان)
کیوان صادقی یگانه (مترومن)
وحید رونقی (هَل/تایتان)
امین قاضی (برنارد)
کیوان عسکری (رئیس زندان - پدر نابغه)
شهره روحی ‌ - ‌ ناصر محمدی ‌ -  فرهاد اتقیایی ‌